# Phrynobatrachus bullans
Espèce
Statut de conservation UICN

 LC  : Préoccupation mineure
Phrynobatrachus bullans est une espèce d'amphibiens de la famille des Phrynobatrachidae.

## Répartition
Cette espèce se rencontre dans le sud de l'Éthiopie, en Tanzanie et dans le sud-ouest du Kenya.

## Étymologie
Son nom d'espèce, du latin bullans, « barbotage », lui a été donné en référence à l'air expulsé par les individus capturés et essayant de s'échapper.

## Description
Phrynobatrachus bullans mesure de 20 à 24 mm pour les mâles et de 22 à 27 mm pour les femelles. Son dos est grisâtre avec de petites taches blanches. Son ventre est gris clair à blanc ; sa gorge d'un gris plus soutenu avec de petites taches blanches. Ses yeux sont brun clair ; la pupille est noire et horizontale et est cerclée d'un anneau brun-rougeâtre.

## Publication originale
- Crutsinger, Pickersgill, Channing & Moyer, 2004 : A new species of Phrynobatrachus (Anura: Ranidae) from Tanzania. African Zoology, vol. 39, p. 19-23.